# São Mateus (métro de São Paulo)
Pour les articles homonymes, voir São Mateus.
São Mateus, est une station de la ligne 15 du métro de São Paulo. Elle est située sur l'avenue Adélia Chohfi dans le district de São Mateus, à São Paulo au Brésil.
Elle fait partie d'un ensemble, dit terminus intermodal de São Mateus, qui comprend également un terminus d'autobus interurbain d'EMTU, ainsi qu'un projet de nouveau terminus d'autobus municipal géré par SPTrans.

## Situation sur le réseau

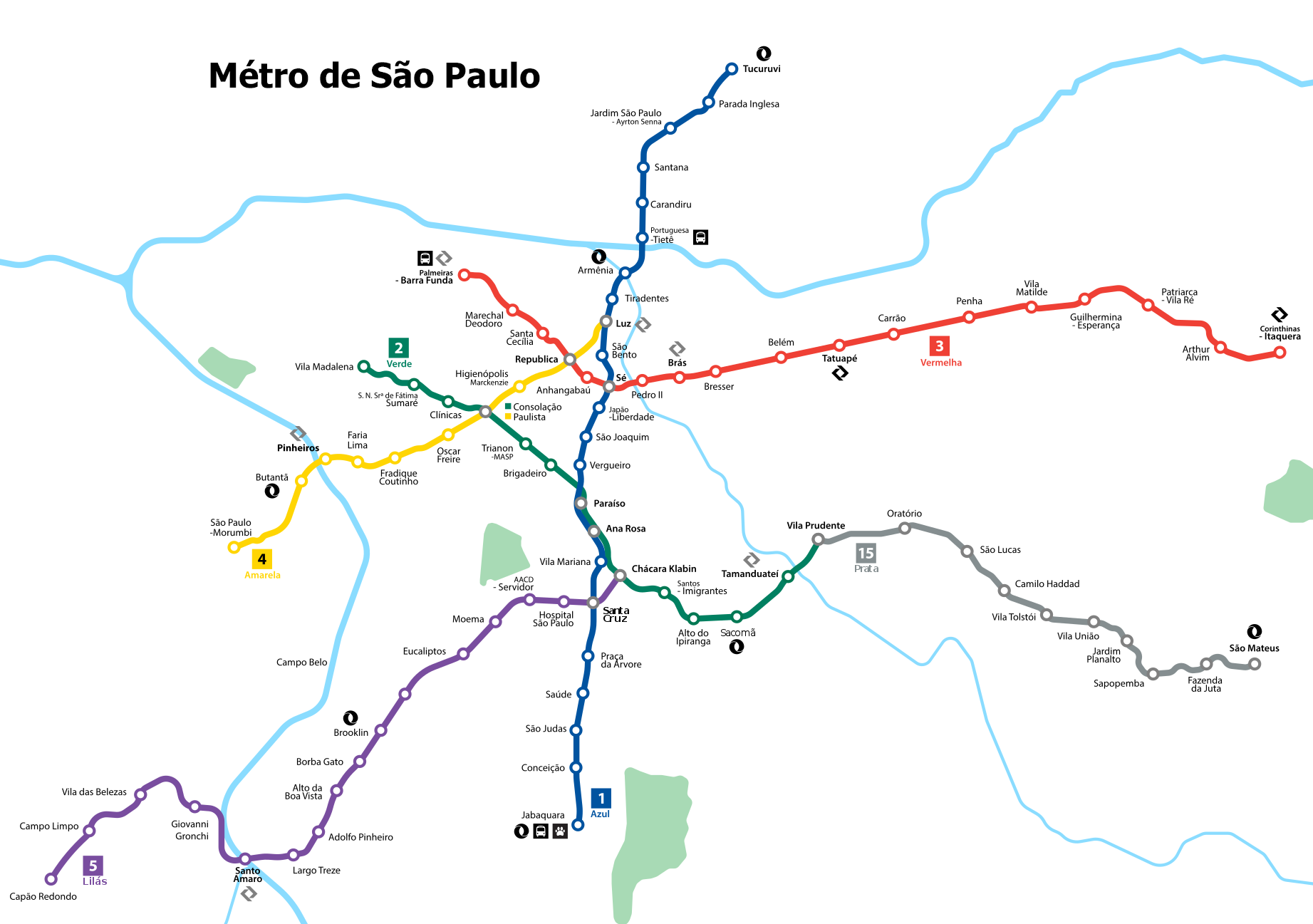
Plan du Métro de São Paulo 2020.

Établie en aérien, la station São Mateus, de la ligne de monorail dite ligne 15 du métro de São Paulo (argent), est située entre la station Fazenda da Juta, en direction du terminus provisoire ouest Vila Prudente, et la station Jardim Colonial, actuel terminus provisoire est.

## Histoire
En 2009, le métro de São Paulo a lancé le projet, d'une ligne de monorail, dénommée Ligne 15 - Argent (Vila Prudente - Hospital Cidade Tiradentes), comprenant une station dénommée São Mateus. Les surfaces nécessaires à la construction de la station ont été expropriées par le décret no 57837 du 6 mars 2012. Selon l'étude d'impact environnemental, la future station est prévue pour accueillir quotidiennement 79 720 voyageurs, ce qui en ferait la deuxième station la plus fréquentée de la ligne, derrière la station Vila Prudente. La construction de la ligne et de ses stations est découpé en lot et présenté en appel d'offres, le lot no 2, comportant les stations Jardim Planalto, Sapopemba, Fazenda da Juta et São Mateus est remporté par la société TIISA - Triunfo Iesa Infraestrutura SA, pour un montant de 151 024 024,07 R$, avec pour échéance 31 mois à compter du 24 mai 2013.

Le chantier en avril 2019
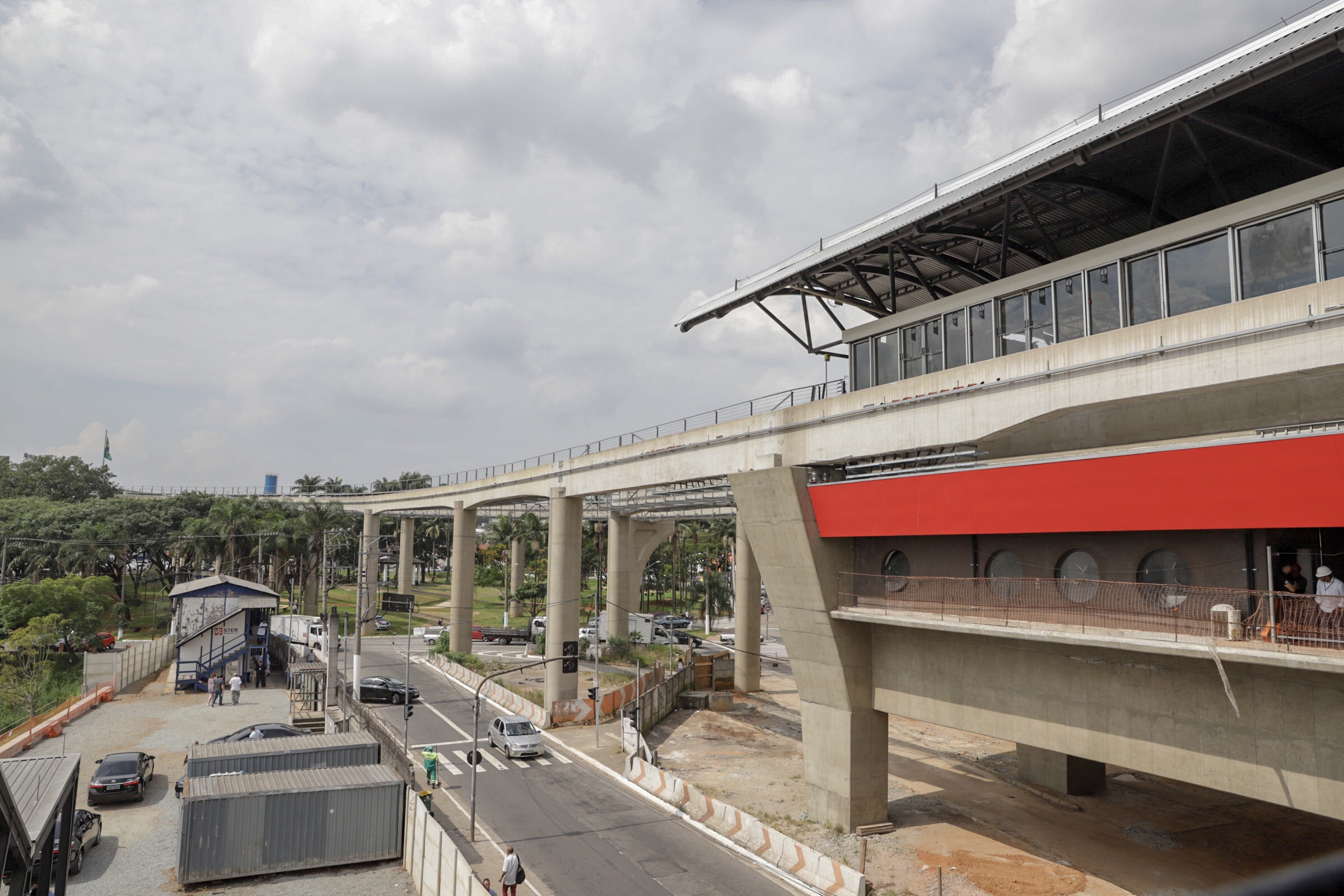
Ligne et station.
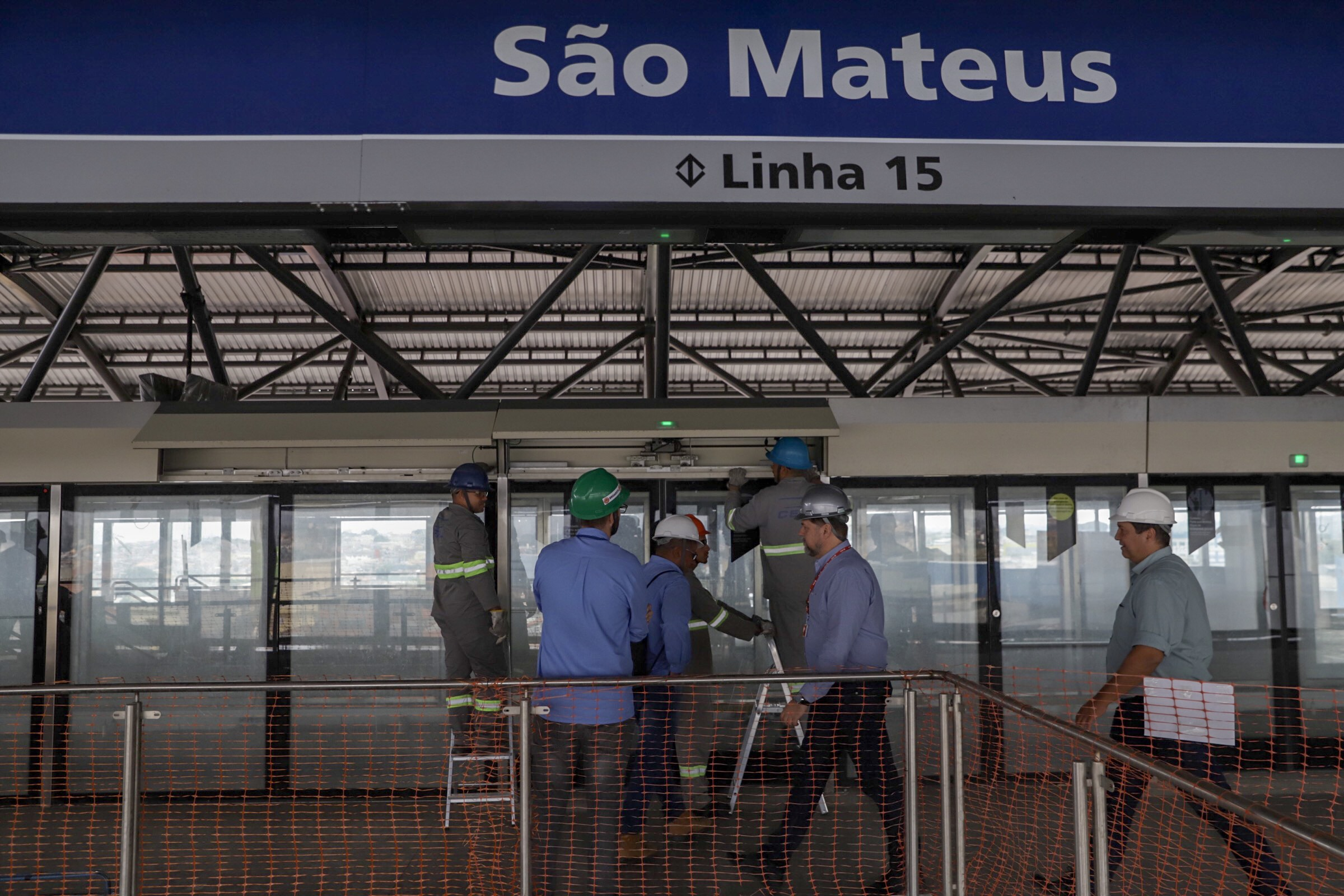
Portes palières.

La station São Mateus est mise en service le 16 décembre 2019, lors de l'ouverture à l'exploitation du prolongement de Jardim Planalto à São Mateus, qui devient le terminus de ligne. Le 29 décembre 2021 elle devient une station de passage, lors de l'ouverture au service du prolongement suivant de São Mateus à Jardim Colonial, le nouveau terminus provisoire est.

## Projets
Les prolongements, sans dates prévisionnelles d'ouverture, de la ligne vers le terminus Ipirenga prévu à l'ouest, en correspondance avec la gare d'Ipiranga, et le terminus Hospital Cidade Tiradentes prévu à l'est avec cinq stations intermédiaires.